# Triflupromazin
Triflupromazin, ein Phenothiazin-Derivat, wurde als Neuroleptikum und Antiemetikum verwendet. Aufgrund veränderter Zulassungsvoraussetzungen ist es seit 2003 in Deutschland nicht mehr im Handel (ehemaliger Handelsname: Psyquil®).

## Wirkmechanismus
Triflupromazin ist ein Antagonist an D1- und D2-Rezeptoren.
Es zeigt eine mittelstarke Affinität zu D2-, α1-, 5-HT2- und H1-Rezeptoren sowie eine schwache Affinität zu M1-Rezeptoren. Triflupromazin wirkt zudem als FIASMA (funktioneller Hemmer der sauren Sphingomyelinase).

## Nebenwirkungen
Unter Behandlung mit Triflupromazin können – für einen Dopaminantagonisten typisch – extrapyramidalmotorische Nebenwirkungen wie Tremor, Rigidität, Akathisie oder Spätdyskinesien auftreten. Außerdem senkt es den Blutdruck. Herzrhythmusstörungen sind möglich.

## Pharmakokinetik
Triflupromazin unterliegt einem ausgeprägten First-Pass-Effekt. Die Elimination erfolgt vor allem durch Abbau in der Leber.